# Nicotiana acuminata
Nicotiana acuminata ist eine Pflanzenart aus der Gattung Tabak (Nicotiana). Innerhalb der Gattung wird sie in die Sektion Petunioides eingeordnet.

## Beschreibung

### Vegetative Merkmale
Nicotiana acuminata ist eine einjährige Pflanze, die rasch Wuchshöhen von 0,5 bis 2 Meter erreicht. Der Stängel ist klebrig golden oder bräunlich behaart, die Behaarung besteht aus unauffälligen, dicht beieinander stehenden, kurzen Trichomen. Im unteren Bereich werden oftmals viele lange, aufsteigende Zweige gebildet. Weiter nach oben werden weniger Zweige gebildet, die auch kürzer sind.
Die Pflanzen bilden nur wenige bodenständige Laubblätter gebildet, die auch bald verwelken. Die Blattspreite erreicht Längen von 6 bis 12 Zentimeter, meist sind sie eiförmig bis rund-eiförmig geformt. Die Basis ist variabel geformt, oftmals sind beide Hälften ungleich geformt. Nach vorn sind die Blätter spitz. Beide Blattflächen sind fein behaart, die Oberseite ist meist deutlich angeraut. Die Blattstiele sind beinahe genauso lang oder kürzer als die Blattspreite.
Die an den Stängeln stehenden Laubblätter besitzen 10 bis 25 Zentimeter lange Blattspreiten, die eiförmig bis lanzettlich oder dreieckig geformt sind. Die Blattstiele erreichen meist ein Drittel bis ein Sechstel der Länge der Blattspreite. Die obersten Blätter werden zunehmend zu langgestreckt lanzettlich geformten, fast aufsitzenden Tragblättern.

### Blütenstände und Blüten
Die Blütenstände sind Scheintrauben oder langgestreckte, flache Rispen, die Blüten öffnen sich nachts. Die Blütenstiele sind 5 bis 10 (selten auch 3 bis 20) Millimeter lang, später verlängern sie sich auf 10 bis 20 (manchmal bis 25) Millimeter.
Der Kelch ist 15 bis 20 (selten nur 12) Millimeter lang, zylindrisch-glockenförmig und klebrig behaart. Durch die schwärzlich-grünen Adern und lange farblose häutige Bereiche wirkt er gestreift. Der Rand des Kelchs ist mit ungleich gestalteten, schlanken, stumpfen Zähnen besetzt, von denen die längsten so lang werden können wie die Kelchröhre. Die Krone ist weiß, auf der Außenseite etwas grünlich, ölig-metallisch überhaucht und mit purpurnen Streifen versehen. Sie wird ausschließlich des Kronsaums 25 bis 90 Millimeter lang. Davon wird ein schmalerer Bereich an der Basis 8 bis 35 Millimeter lang und 2 bis 3 Millimeter breit, der sich daran anschließende Kronschlund ist nahezu zylindrisch, etwa genauso lang oder 1,5 mal länger als der Bereich an der Basis. Der Kronsaum misst 10 bis 18 Millimeter im Durchmesser, ist abgespreizt und auf der Innenseite weiß gefärbt. Er ist schwach gelappt, die Kronlappen sind ganzrandig bis leicht gebuchtet.
Die fünf Staubblätter weisen entweder drei verschiedene Längen auf oder nur ein einzelnes ist etwas kürzer als die übrigen, sie stehen nicht über den Kronsaum hinaus. Alle setzen an der Basis des Kronschlunds an und sind dort manchmal etwas gebogen. Im unteren Bereich sind sie meist auf einer Länge von einigen Millimetern fein behaart.

### Früchte und Samen
Die Früchte sind breit eiförmige Kapseln mit einer Länge von 10 bis 15 Millimeter. Sie werden von aufgeweiteten Blütenkelch umschlossen. Die Samen sind gewinkelt nierenförmig oder dreieckig und werden 0,9 bis 1,0 Millimeter lang. Sie sind grau-braun gefärbt, besitzen eine geriffelt netzartige Oberfläche und enthalten einen gebogenen Embryo.

## Verbreitung und Standorte
Das Verbreitungsgebiet von Nicotiana acuminata liegt in den mittleren Höhenlagen in Chile sowie den argentinischen Anden, ausgenommen den nördlichsten und südlichsten Bereichen. In den westlichen Vereinigten Staaten ist eine der Varietäten eingebürgert. Die Standorte weisen steinige, kiesige oder sandige Böden auf. Die Pflanzen sind an trockenen Hängen, Auswaschungen, Straßenrändern und an anderen gestörten Standorten in vollem Sonnenlicht oder im Halbschatten zu finden. In Chile ist die Art in Höhen zwischen 100 und 3450 Meter zu finden, in Argentinien nur bis 1800 Meter.

## Systematik und Chromosomenzahl
Innerhalb der Gattung Nicotiana wird Nicotiana acuminata in die Sektion Petunioides eingeordnet. Alle Arten der Sektion sind einjährige Kräuter mit einer Chromosomenzahl von n = 12 und diploiden Chromosomensatz, die meisten Arten sind im Südwesten der Anden verbreitet. Am nächsten verwandt ist Nicotiana acuminata mit Nicotiana attenuata.
Die Art wird in drei Varietäten unterteilt:
- Nicotiana acuminata var. acuminata
- Nicotiana acuminata var. multiflora (Philippi) Reiche
- Nicotiana acuminata var. compacta Goodspeed

## Nachweise
1. ↑  James J. Clarkson et al.: Phylogenetic relationships in Nicotiana (Solanaceae) inferred from multiple plastid DNA regions. In: Molecular Phylogenetics and Evolution, Band 33, 2004. S. 75–90. doi:10.1016/j.ympev.2004.05.002
2. ↑  Sandra Knapp, Mark W. Chase und James J. Clarkson: Nomenclatural changes and a new sectional classification in Nicotiana (Solanaceae). In: Taxon, Band 53, Nummer 1, Februar 2004. S. 73–82.
3. ↑  T.H. Goodspeed, H.-M. Wheeler und P.C. Hutchinson: Nicotiana acuminata, Taxonomic Treatment In: Thomas Harper Goodspeed (Hrsg.): The Genus Nicotiana: Origins, Relationships and Evolution of its Species in the Light of their Distribution, Morphology and Cytogenics, 1954. Nachdruck von A.J. Reprints Agency, Neu-Delhi, Indien, 1982. S. 421–425.